# Église Saint-Nicolas de Prizren
Pour les articles homonymes, voir Église Saint-Nicolas.
L'église Saint-Nicolas de Prizren (en serbe cyrillique : Црква светог Николе у Призрену ; en serbe latin : Crkva Svetog Nikole u Prizrenu), également connue sous le nom d'église de Tutić (Tutićeva crkva), est une église orthodoxe serbe située à Prizren/Prizren, au Kosovo. Elle a été fondée en 1331-1332 par Dragoslav Tutić, dont le nom monastique était Nicolas, et par sa femme Bela ; elle devint plus tard une possession du monastère de Visoki Dečani. Depuis 1990, elle est inscrite sur la liste des monuments culturels d'importance exceptionnelle de la république de Serbie. Au moment des troubles de 2004 au Kosovo, l'église a été vandalisée. À partir de 2005, avec l'aide financière de l'Union européenne, des travaux ont été entrepris pour rendre à l'église son état originel.

## Architecture
L'église Saint-Nicolas est un édifice de petites dimensions, en pierres et en briques, doté d'une nef unique surmontée d'un dôme octogonal reconstruit dans les années 1970. Derrière l'autel, elle est prolongée par une abside demi-circulaire avec deux niches demi-circulaires, l'une pour la proscomidie et l'autre pour le diakonikon.

## Fresques
Les fresques de l'église ont été réalisées par les mêmes peintres qui ont travaillé à l'église du Saint-Sauveur, à Prizren/Prizren, et à l'église Saint-Georges de Reqan/Rečane, près de Suharekë/Suva Reka.